# هنري دبليو. بيتري
هنري دبليو. بيتري (بالإنجليزية: Henry W. Petrie)‏ هو ملحن أمريكي، ولد في 4 مارس 1857، وتوفي في 25 مايو 1925.

## وصلات خارجية
- هنري دبليو. بيتري على موقع IMDb (الإنجليزية)
- هنري دبليو. بيتري على موقع ميوزك برينز (الإنجليزية)
- هنري دبليو. بيتري على موقع ديسكوغز (الإنجليزية)